# Desidroalogenação

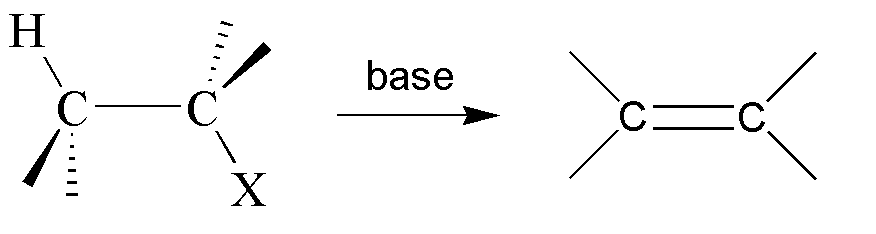
Dealogenação

Desidroalogenação (também deidroalogenação ou desidro-halogenação dependendo da literatura) é uma reação orgânica a partir da qual um alqueno é obtido a partir de um haleto de alquila. É também chamada de reação de β-eliminação e é um tipo de reação de eliminação.